# 坂野尚子
坂野 尚子（ばんの なおこ、1957年11月9日 - ）は、日本の元アナウンサーで、現在は経営者。旧姓は土井。株式会社ノンストレス代表取締役。
神奈川県横浜市育ち。1980年フジテレビに入社。同期に神奈川県の黒岩知事、アナウンサーに山村美智子がいる。1985年にニューヨークに特派員として赴任。1987年3月同社退社。1988年1月にコロンビア・ビジネス・スクールに入学しMBAを取得後、外資系コンサルティング会社（KPMG）勤務。1994年1月キャリア戦略研究所設立。キャリアカウンセラー、人材紹介を行う。
1996年、ノンストレスの前身である「ザ・クイック」を設立。ネイルサロン「ネイルクイック」「スパネイル」「ネイルパフェ」アイサロン「オクリ」を全国に五十店舗と展開および10フリーの「ネイルパフェジェル」の製造販売を行う。2019年、ノンストレスがForbes Women Award企業部門従業員規模300名以上1000名以下1位受賞。
著書に「女三十歳、ひとり海を渡る」「女性の知らない7つのルール」（訳）「“いい仕事”ができる女性」など。
25年6月まで経済産業省産業構造審議会委員、24年まで神奈川県なでしこブランド審査員。現在、国際基督教大学 評議員。

## 出演テレビ番組
報道・情報番組
| 期間         | 期間          | 番組名                                | 役職                 |
| ------------ | ------------- | ------------------------------------- | -------------------- |
| 1985年4月1日 | 1986年3月31日 | FNNモーニングワイド ニュース&スポーツ | おはようニューヨーク |

バラエティ番組・その他
- 夜のヒットスタジオ
- 意地悪ばあさん